# Route nationale 8a (Madagaskar)
Die Route nationale 8a (RN 8a) ist eine 119 km lange, nicht asphaltierte Nationalstraße im Westen von Madagaskar in der Provinz Melaky. Sie beginnt in Maintirano als Verlängerung der RN 19. Wenige Kilometer östlich zweigt die RN 1b ab. Die RN 8a verläuft weiter in südöstlicher Richtung nach Antsalova, wo sie in die RN 8 übergeht.